# Dark Paradise (Lied)
Dark Paradise (englisch für ‚Dunkles Paradies‘) ist ein Lied der US-amerikanischen Popsängerin Lana Del Rey. Das Stück ist die achte und letzte Singleauskopplung aus ihrem zweiten Studioalbum Born to Die.

## Entstehung und Artwork
Geschrieben wurde das Lied von Lana Del Rey und Rick Nowels. Produziert wurde die Single von Emile Haynie, co-produziert von Devrim Karaoglu und Rick Nowels. Gemastert wurde die Single von Metropolis Mastering in London, unter der Leitung des Briten John Davis. Gemischt wurde das Lied von dem guatemalanischen Toningenieur Manny Marroquin zusammen mit den Assistenten Chris Galland und Erik Madrid. Neben Del Rey ist im Hintergrund die spanische Sängerin María Vidal zu hören. Als Instrumentalisten wurden Emile Haynie als Keyboarder und Schlagzeuger, Devrim Karaoglu am Schlagzeug und dem Synthesizer, Rick Nowels als Gitarrist und Dean Reid an den Pads engagiert. Arrangiert und dirigiert wurden die Streichinstrumentalisten durch Larry Gold. Das Lied wurde unter den Musiklabels EMI und Vertigo Records veröffentlicht. Auf dem Cover der Maxi-Singles ist – neben der Aufschrift des Künstlers und des Liedtitels – Del Rey auf einer Sonnenliege zu sehen.

## Veröffentlichung und Promotion
In einem Interview, vom 21. Juni 2012 mit Fearne Cotton von Radio 1, sagte Del Rey, dass sie nicht vorhabe Dark Paradise als Single zu veröffentlichen, aber gerne ein Musikvideo zu dem Lied drehen wolle. Genau das Gegenteil war der Fall, ein Jahr später veröffentlichte sie Dark Paradise als Single, drehte aber kein Musikvideo dazu.
Die Erstveröffentlichung der Single fand am 1. März 2013 als Download und als CD in Deutschland, Österreich und der Schweiz statt. Die Maxi-Single ist als 2-Track-Single erhältlich und enthält die Album- und Radioversion des Liedes. Zudem wurde eine Remixversion von Parov Stelar als einzelner Download veröffentlicht. Die Veröffentlichung in Australien und dem restlichen Teil Europas fand zwei Monate später am 10. Mai 2013 als Download-Single statt.
Liveauftritte von Dark Paradise im Hörfunk oder Rundfunk blieben in Deutschland, Österreich und der Schweiz bis heute aus. Sie spielte den Song nur auf ihren Konzerten live.

## Inhalt
Der Liedtext zu Dark Paradise ist in englischer Sprache verfasst, auf Deutsch übersetzt heißt der Titel „Dunkles Paradies“. Die Musik und der Text wurden gemeinsam von Lana Del Rey und Rick Nowels geschrieben beziehungsweise komponiert. Musikalisch bewegt sich das Lied im Bereich der Popmusik.
| “Every Time I Close My Eyes, It’s Like a Dark Paradise. No One Compares to You, I’m Scared That You, Won’t Be Waiting on the Other Side.” – Refrain, Original | „Jedes Mal wenn ich meine Augen schließe, ist es wie ein dunkles Paradies. Niemand kommt dir gleich, Ich habe Angst, dass du nicht auf der anderen Seite warten wirst.“ – Refrain, Übersetzung |

## Mitwirkende
| Liedproduktion - John Davis: Mastering - Lana Del Rey: Gesang, Komponist - Chris Galland: Co-Abmischung - Larry Gold: Arrangement, Dirigent - Emile Haynie: Keyboard, Produzent, Schlagzeug - Devrim Karaoglu: Co-Produzent, Schlagzeug, Synthesizer - Erik Madrid: Co-Abmischer - Manny Marroquin: Abmischung - Rick Nowels: Gitarre, Komponist, Co-Produzent - Dean Reid: Pads - María Vidal: Hintergrundgesang | Unternehmen - EMI: Musiklabel - Metropolis Mastering: Mastering - Universal Music Group: Vertrieb - Vertigo Records: Musiklabel |

## Rezensionen
Das Lied spaltet viele Musikkritiker in zwei Lager. Die einen empfinden Dark Paradise als eines der schlechten Stücke des Albums Born to Die, die anderen Loben das Lied als eines der besten Stücke. Das US-amerikanische Billboard-Magazin rezensiert das Stück wie folgt:

“Del Rey once again declares her undying love for her bad-boy lover over blippy beats, with a melody that recalls late-’80s Madonna.”

„Ein weiteres Mal erklärt Del Rey ihre unsterbliche Liebe zu ihrem Bad-Boy-Liebhaber mit Blippy-Beats, mit einer Melodie, die an Madonna der späteren 80er Jahre erinnert.“

David Edwards vom Online-Musikmagazin Drowned in Sound beschrieb Dark Paradise zusammen mit Carmen als die beiden schlechtesten Stücke des Albums. Jaime Gill von BBC Music sagte, dass Dark Paradise einer der Gründe sei, weshalb das Album nicht perfekt ist. Im Vergleich zu anderen Stücken des Albums sackt das Lied ab.
Die Los Angeles Times honoriert das Lied zusammen mit Video Games und Summertime Sadness als Highlight des Albums. CCN.com beschreibt Dark Paradise zusammen mit Million Dollar Man ebenfalls als die besten Stücke des Albums.

## Kommerzieller Erfolg

### Chartplatzierungen
Dark Paradise erreichte in Deutschland Rang 45 der Singlecharts und konnte sich fünf Wochen in den Charts platzieren. In Österreich erreichte die Single bei zwei Chartwochen Rang 42 und in der Schweiz in lediglich einer Chartwoche Rang 48.
Für Del Rey als Interpretin ist dies ihr sechster Charterfolg in Deutschland und Österreich sowie ihr siebter in der Schweiz. In ihrer Autorentätigkeit ist Dark Paradise der sechste Charterfolg in Deutschland und der Schweiz sowie ihr fünfter in Österreich. Bereits zum sechsten Mal platzierte sich eine Single Del Reys gleichzeitig in allen D-A-CH-Staaten.
| ChartsChartplatzierungen | Höchstplatzierung | Wochen |
| ------------------------ | ----------------- | ------ |
| Deutschland (GfK)        | 45 (5 Wo.)        | 5      |
| Österreich (Ö3)          | 42 (2 Wo.)        | 2      |
| Schweiz (IFPI)           | 48 (1 Wo.)        | 1      |

### Auszeichnungen für Musikverkäufe
Am 24. November 2021, acht Jahre nach der Erstveröffentlichung, wurde Dark Paradise mit einer Platin-Schallplatte für eine Million verkaufte Einheiten in den Vereinigten Staaten ausgezeichnet, obwohl sich das Lied nicht in den Billboard Hot 100 platzieren konnte. Im Vereinigten Königreich erreichte das Lied ebenfalls ohne Chartplatzierung Silberstatus am 16. September 2022.
| Land/Region                  | Auszeichnungen für Musikverkäufe (Land/Region, Auszeichnung, Verkäufe) | Verkäufe  |
| ---------------------------- | ---------------------------------------------------------------------- | --------- |
| Australien (ARIA)            | Platin                                                                 | 70.000    |
| Brasilien (PMB)              | Platin                                                                 | 60.000    |
| Vereinigte Staaten (RIAA)    | Platin                                                                 | 1.000.000 |
| Vereinigtes Königreich (BPI) | Silber                                                                 | 200.000   |
| Insgesamt                    | 1× Silber · 3× Platin ·                                                | 1.330.000 |

Hauptartikel: Lana Del Rey/Auszeichnungen für Musikverkäufe